# Giraud (St. Lucia)
Giraud ist eine Siedlung im Quarter (Distrikt) Laborie im Süden des Inselstaates St. Lucia in der Karibik. 2015 hatte der Ort 100 Einwohner.

## Geographie
Die Siedlung liegt im Süden der Insel im Hinterland bei Saltibus. Im Umkreis liegen die Siedlungen Daban (N), La Haut (O), Fond Berange (SO), Getrine und Londonderry (S), Gayabois (SW) und Parc Estate (W).
In dem Gebiet verlaufen Moreau River und Ravine Mahaut.
| Debreuil    | Daban                                       | Daban        |
| Parc Estate | Kompassrose, die auf Nachbargemeinden zeigt | La Haut      |
| Gayabois    | Getrine Londonderry                         | Fond Berange |

## Klima
Nach dem Köppen-Geiger-System zeichnet sich Daban durch ein tropisches Klima mit der Kurzbezeichnung Af aus.